# Félix Paulsen
Félix Paulsen, né le 18 mai 1870 à Heerlen et mort le 9 février 1934 à Anderlecht fut un sénateur socialiste belge.
Paulsen fut journaliste et devint ensuite rédacteur au Peuple.
Il fut élu conseiller communal (1908-11), puis bourgmestre d'Anderlecht (1927-34), sénateur de l'arrondissement de Bruxelles (1925-34).

## Publications
- La coopération, Liège, 1898.
- En terre liégeoise. Liège pittoresque et industriel, Gand, 1905[1], illustrations de Henri Meunier et Marius Renard.
- Faut-il chasser de Flandre la culture française?, in: Le Peuple, 3-4 décembre 1920.

## Sources
- Bio sur ODIS